# نیکلاس ساوون-آیرا
نیکلاس ساوون-آیرا (انگلیسی: Nicolas Savant-Aira؛ زادهٔ ۳ نوامبر ۱۹۸۰) یک بازیکن تنیس روی میز اهل فرانسه است. 